# 버티고 레코드
버티고 레코드(Vertigo Records)는 1960년대 후반 영국에서 설립된 레코드 레이블이다. "버티고"라는 이름에서 알 수 있듯이 소용돌이형의 심볼 마크로 잘 알려져 있다. 현재 유니버설 뮤직 그룹 산하에 있다.